# تپه حسنو پولات
تپه حسنو پولات مربوط به دوران‌های تاریخی پس از اسلام است و در شهرستان بوئین‌زهرا، بخش آوج، روستای دشتک واقع شده و این اثر در تاریخ ۲۵ خرداد ۱۳۸۱ با شمارهٔ ثبت ۵۷۸۰ به‌عنوان یکی از آثار ملی ایران به ثبت رسیده است.